# Gaetà Huguet i Breva
Gaetà Huguet Breva (o Cayetano Huguet Breva en castellà) (Castelló de la Plana, 1848 - 1926) fou un polític valencià federalista, escriptor de parla catalana i activista cultural valencianista. Segons Josep Daniel Climent:
...impulsà l’ús del valencià tant com pogué, alhora que creà plataformes des d’on propagar els ideals valencianistes.
És pare del polític valencianista Gaetà Huguet Segarra (1882-1959).